# Энгелин, Никлас
Никлас Энгелин (швед. Niclas Engelin; родился 27 декабря 1972 г.) является шведским гитаристом, играющим в In Flames, The Halo Effect, Passenger и Engel. Энгелин был гитаристом в Gardenian, и был в In Flames пять раз в разное время.
В 1997 году он заменил Глена Юнгстрёма, который ушёл из In Flames. В 1998 году Никлас ушёл из In Flames, и барабанщик группы Бьорн Гелотте взял на себя обязанности гитариста. Энгелин возвращался в In Flames в 1998 на замену Йеспера Стрёмблада. Он возвращался ненадолго в In Flames в 2006 и 2009 году, пока Йеспер Стрёмблад боролся с личными проблемами, но утверждал, что вернется. Никлас гастролировал с In Flames по Северной и Южной Америке, Австралии, Европе и части Японии. 12 февраля 2010 года Йеспер ушёл из группы, ссылаясь на личные проблемы. По этой причине Никлас вернулся в группу, предполагалось, что он будет в группе до тех пор, пока не найдут замену, но 28 февраля 2011 года группа решила, что он останется.
Также Никлас в 2005 году основал свою супергруппу, названную в его честь - Engel.
В 2019 году Никлас Энгелин совместно с бывшими участниками In Flames основывают группу The Halo Effect.

## Дискография

### Sarcazm
- Breath, Shit, Excist… 1993 (Deathside Records)

### Gardenian
- Two Feet Stand 1997 (Listenable Records)
- Soulburner 1999 (Nuclear Blast)
- Sindustries 2000 (Nuclear Blast)

### Passenger
- In Reverse 2003 Single (Century Media)
- Passenger 2003 (Century Media)

### Engel
- Absolute Design 2007 (SPV)
- Threnody 2010 (Trooper Entertainment)
- Blood of Saints 2012 (Season of Mist)

### In Flames
- Siren Charms (2014)
- Battles (2016)

### The Halo Effect
- Days of the Lost (2022)
- March of the Unheard (2025)